# Uroplakin-1b
Uroplakin-1b (synonym Tetraspanin-20) ist ein Oberflächenprotein aus der Gruppe der Uroplakine und aus der Gruppe der Tetraspanine.

## Eigenschaften
Uroplakin-1a ist ein Bestandteil der asymmetric unit membrane (AUM) des Urothels. Es wird vor allem in Epithelzellen der Harnblase gebildet. Uroplakin-1a ist glykosyliert.